# Too Much Business

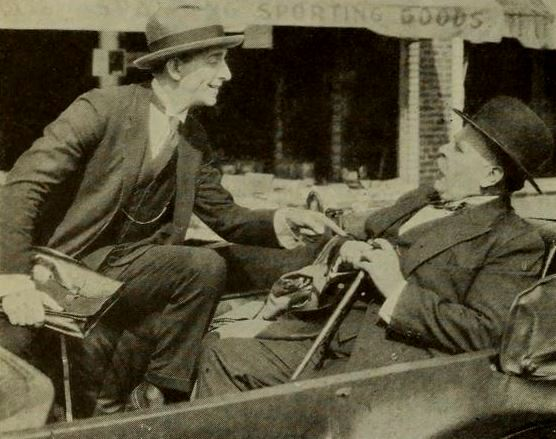
Extrait du film Too Much Business (1922)

Too Much Business est un film muet américain réalisé par Jess Robbins et sorti en 1922.

## Fiche technique
- Réalisation : Jess Robbins
- Scénario : Ford Beebe
- Chef opérateur : Irving Reis
- Production : Albert E. Smith
- Durée : 70 minutes
- Date de sortie : 
  - États-Unis : 9 avril 1922

## Distribution
- Edward Everett Horton : John Henry Jackson
- Ethel Grey Terry : Myra Dalton
- Tully Marshall : Amos Comby
- John Steppling : Simon Stecker
- Carl Gerard : Ray Gorham
- Elsa Lorimer : Mrs Comby
- Helen Gilmore : la nurse
- Mark Fenton : Robert Gray
- Tom Murray : Officer 16